# Agrostis turkestanica
Agrostis turkestanica é uma espécie de gramínea do gênero Agrostis, pertencente à família Poaceae.